# Conacul familiei Ciolac-Malski
Conacul familiei Ciolac-Malski este un monument de arhitectură de importanță națională din satul Bahmut, raionul Călărași (Republica Moldova), construit în secolul al XIX-lea.
Conac a fost construit în stil rusesc neo-clasic de nobilimea poloneză. În trecut dispunea de o alee de marmură, străjuită simetric de două rânduri de castani și pini. Includea un parc cochet cu arbori și arbuști exotici și un lac. Până în 1945, clădirea a fost într-o stare excelenta. Apoi aristocrația poloneză a părăsit Basarabia, iar în conacul a găzduit școala locală. Din 1989, după construcția noii clădirea a școlii, este abandonată. Actualmente, conacul este prefăcut într-un morman de gunoi și riscă să fie demolat. Acoperiș nu are, sunt numai pereții laterali și cei din față cu coloanele de la intrare.

## Vezi și
- Lista conacelor din Republica Moldova